# Рекомбинация (биология)

Схема, показывающая рекомбинацию при наследовании аутосомных хромосом

Рекомбинация — перераспределение генетического материала (ДНК или РНК) путём разрыва и соединения разных молекул, приводящее к появлению новых комбинаций генов или других нуклеотидных последовательностей. В широком смысле слова включает в себя не только рекомбинацию между молекулами ДНК, но и перекомбинацию (сортировку) генетического материала на уровне целых хромосом или ядер, а также обмен плазмидами между клетками.
Рекомбинация, наряду с репликацией ДНК, транскрипцией РНК и трансляцией белков, относится к фундаментальным, рано возникшим в процессе эволюции, процессам.

## Типы рекомбинации

### Гомологичная рекомбинация
Гомологичная рекомбинация основана на спаривании комплементарных оснований и поэтому требует протяженной гомологии между рекомбинирующими последовательностями. Она приводит к обмену равными частями гомологичных молекул. В живых организмах она происходит при:
- Кроссинговере в ходе мейоза для создания разнообразия комбинаций генов, в частности, при формировании гамет.
- Репарации двухцепочных разрывов хромосом, в том числе для продолжения репликации в случае остановки репликационной вилки у эукариот, бактерий и архей.
- Горизонтальном переносе генов бактерий и вирусов

### Сайт-специфическая рекомбинация
Сайт-специфическая рекомбинация — тип рекомбинации, которая происходит по локусу, фланкированному двумя специфическими мотивами с инвертированными повторами (рекомбинационными сайтами) в пределах очень коротких участков гомологии (30-200 п.н.). С этими сайтами и связываются обеспечивающие рекомбинацию белки. Как правило эти мотивы одинаковые, но не всегда. Её роль:
- обеспечивает интеграцию (включение) ДНК умеренных фагов (например, фага лямбда) в хромосомы бактерий
- обеспечивает инверсию отдельных участков ДНК в хромосомах бактерий и бактериофагов и в плазмидах дрожжей

### Транспозиция
Транспозиция — обширная группа рекомбинационных процессов, происходящих при перемещении транспозонов — подвида мобильных генетических элементов.

### Незаконная рекомбинация
К незаконной рекомбинации относят все рекомбинационные процессы, происходящие без гомологии между молекулами ДНК. Наиболее изученный пример — репарация двухцепочечных разрывов с негомологичным соединением концов. Именно негомологичное соединение концов обеспечивает перестройки в последовательностях ДНК, кодирующих иммуноглобулины (V(D)J-рекомбинация).